# Oenopota declivis
Oenopota declivis is een slakkensoort uit de familie van de Mangeliidae. De wetenschappelijke naam van de soort is voor het eerst geldig gepubliceerd in 1846 door Lovén.